# Deutsches Haus (minisèrie)
Deutsches Haus (lit. ‘La casa alemanya’) és una sèrie de televisió de drama històric germano-polonesa de 2023, basada en la novel·la homònima de 2018 escrita per Annette Hess. L'estrena mundial va tenir lloc el 8 de novembre de 2023 al Zoo Palast de Berlín. La sèrie de cinc episodis es va estrenar a Disney+ el 15 de novembre de 2023 com a Star Original. L'obra va rebre elogis de la crítica, amb reconeixements a la direcció, el guió i les actuacions principals. Va rebre una nominació a la 29a edició dels Premis de la Crítica Cinematogràfica a la «millor sèrie en llengua estrangera».

## Sinopsi
En el teló de fons de Frankfurt del Main, l'any 1963, Eva Bruhns, una jove que treballa com a intèrpret per a llengua polonesa, viu amb la seva família a sobre del Deutsches Haus, un reconegut pub-restaurant dirigit pels seus pares Edith i Ludwig. Eva és convocada inesperadament al jutjat per a un judici penal, la qual cosa necessita els seus serveis com a intèrpret. Inicialment, assumint que es tracta d'un cas habitual de dret comercial o contractual, sense voler-ho tradueix les declaracions dels testimonis utilitzant termes comercials, només per descobrir, quan el fiscal ho corregeix, que és el primer judici d'Auschwitz a Frankfurt: processant antics membres de le Schutzstaffel (SS) per crims al camp de concentració d'Auschwitz. Tot i enfrontar-se a l'oposició dels seus pares i del promès acomodat Jürgen i no haver sentit mai a parlar d'Auschwitz, Eva sent l'obligació interna de persistir com a intèrpret. A mesura que es desenvolupa el judici, entén l'extensió sorprenent de la maquinària d'extermini nazi, adonant-se d'una connexió personal amb aquell lloc esgarrifós. Enmig de la normalitat hipòcrita imperant de l'Alemanya de la postguerra, Eva continua en el seu paper a la cort, descobrint un capítol ocult de la història, marcat per atrocitats, sofriment i culpa. Sense desanimar-se per la supressió generacional, avança tenaçment el cas criminal mentre s'enfronta als secrets de la seva pròpia família entrellaçats amb una veritat brutal.

## Repartiment

### Principal
- Katharina Stark com a Eva Bruhns, una intèrpret per a la llengua polonesa que participa als tribunals com a traductora als judicis de Frankfurt Auschwitz
- Aaron Altaras com a David Miller, representant de la fiscalia
- Max von der Groeben com a Hans Kübler, fiscal estatal en el judici
- Thomas Prenn com a Jürgen Schoormann, el futur promès d'Eva i hereu de l'empresa de comandes per correu del seu pare
- Anke Engelke com a Edith Bruhns, la mare d'Eva que dirigeix el pub-restaurant Deutsches Haus amb el seu marit Ludwig
- Iris Berben com a Rachel Cohen, una jueva supervivent d'Auschwitz i testimoni de la fiscalia
- Heiner Lauterbach com a Wilhelm Boger, acusat del judici
- Hans-Jochen Wagner com a Ludwig Bruhns, el pare d'Eva que dirigeix el pub-restaurant Deutsches Haus amb la seva dona Edith
- Ricarda Seifried com a Annegret Bruhns, la germana de l'Eva que treballa com a infermera en un hospital
- Uwe Preuss com a Hans Hofmeyer, el jutge en cap del judici
- Sabin Tambrea com al Dr. Fritz Jerichow, un advocat de la defensa en el judici
- Henry Hübchen com a Walther Schoormann, pare de Jürgen i propietari d'una empresa de comandes per correu

### Secundari
- Thomas Bading com a Fritz Bauer, el fiscal principal del judici
- Martin Horn com a Robert Mulka, un acusat del judici

## Episodis
| Núm. | Títol          | Direcció      | Guió         | Data d'emissió original |
| --- | -------------- | ------------- | ------------ | ----------------------- |
| 1 | «Der Auftrag»  | Isabel Prahl  | Annette Hess | 15 de novembre de 2023  |
| És el desembre de 1963 i l'Eva presenta la seva família al seu xicot Jürgen. Durant l'àpat, l'Eva és trucada pel seu cap amb una sol·licitud d'última hora per treballar com a intèrpret polonès-alemany en un judici. Més tard, tradueix la declaració d'un home polonès gran que detalla com centenars de persones van morir gasejades l'any 1941. El relat la sacseja fins al nucli. Al mercat de Nadal, l'Eva ajuda una dona polonesa gran i descobreix que ella també és a la ciutat per declarar en el judici contra els agents de les SS. El primer dia del judici, l'Eva escolta els càrrecs i per primera vegada s'assabenta d'Auschwitz i de les atrocitats comeses allà. Jürgen l'espera a casa després d'haver demanat la mà al seu pare en matrimoni. L'Eva diu a Jürgen i a la seva família que té intenció d'interpretar al judici.         |                |               |              |                         |
| 2 | «Rachel Cohen» | Isabel Prahl  | Annette Hess | 15 de novembre de 2023  |
| L'Eva presta el jurament al tribunal i nerviosa comença a interpretar. Jürgen no dona suport a la seva decisió d'acceptar la feina, però, tanmateix, presenta l'Eva al seu pare i a la seva madrastra. Al tribunal, una dona jueva anomenada Rachel Cohen identifica un dels acusats com l'oficial encarregat de la «selecció» a la plataforma d'arribada del camp. També s'enfronta als acusats que afirmen no saber res de les cambres de gas. Després de declarar, surt del jutjat en un estat agitat. Al carrer és atropellada per un cotxe i està greument ferida. Eva és testimoni de tot. Aquell vespre, encara en estat de xoc, l'Eva ajuda els seus pares al restaurant. De sobte, apareix l'acusat principal Mulka. Sembla conèixer la mare de l'Eva i escup a terra davant d'ella. Però per què?                                                |                |               |              |                         |
| 3 | «Der Vater»    | Isabel Prahl  | Annette Hess | 15 de novembre de 2023  |
| Els pares de l'Eva, Edith i Ludwig, neguen haver conegut els Mulka. L'acusat Wilhelm Boger diu a la seva família que pot passar un temps abans de sortir de la presó. Diana va a visitar el seu amant italià i li revela a la seva mare que està embarassada, mentre que l'Eva pregunta als seus pares sobre els Mulka. Jürgen i Eva intenten passar temps junts com a parella, però en Jürgen no pot mantenir relacions sexuals amb Eva. A la sala d'estar familiar, l'Eva descobreix el dibuix d'un nen que s'assembla molt a la caserna d'Auschwitz. A la recerca de la veritat, l'Eva busca el nom del seu pare a l'arxiu que enumera els oficials que van servir a Auschwitz. Ho troba i s'enfronta als seus pares i a la seva germana per haver viscut a Auschwitz.                                                                                  |                |               |              |                         |
| 4 | «Der Ort»      | Randa Chahoud | Annette Hess | 15 de novembre de 2023  |
| L'Eva i el Jürgen estan compromesos, però l'Eva està lluitant per acceptar el passat dels seus pares. Jürgen veu l'angoixa de l'Eva i demana a la fiscalia que l'alliberi de les seves funcions. Eva està furiosa i trenca el seu compromís. Una delegació del tribunal viatja a Auschwitz per tenir una impressió de primera mà de les circumstàncies. Visitar el campament té un impacte profund en tots els implicats. A la casa d'hostes aquella nit, David Miller és provocat a una baralla. Confessa a Eva i Kübler que va mentir sobre el passat de la seva família. L'Eva no vol que estigui sol aquella nit i es queda amb ell. L'endemà, David ha desaparegut, però els membres de la delegació han de prendre el seu vol de tornada a Alemanya.                                                                                                 |                |               |              |                         |
| 5 | «Das Urteil»   | Randa Chahoud | Annette Hess | 15 de novembre de 2023  |
| De tornada a Frankfurt, l'Eva descobreix que el seu pare ha tingut un atac de cor i està a l'hospital. Quan Mulka és finalment condemnat per haver sabut sobre les cambres de gas després de presentar noves proves, la mare d'Eva, Edith Bruhns, és cridada com a testimoni de la defensa. Eva s'assabenta que els seus pares van denunciar l'acusat Mulka l'any 1943 per fer declaracions subversives. Eva abandona la cort, trenca el contacte amb els seus pares i marxa de la casa familiar. Ella deixa la seva feina, les frases són pronunciades i són sorprenentment indulgents. L'Eva viatja a Cracòvia per veure una perruquera jueva d'Auschwitz que recorda de la seva infantesa. Ella demana perdó, però ell es nega a absoldre-la de la seva culpa. Madurada, l'Eva torna a Frankfurt on sol·licita ser intèrpret en el judici de seguiment. |                |               |              |                         |

## Recepció
Les crítiques de la sèrie van ser molt positives. La revista en línia Neues Deutschland la va descriure com la millor ficció de la vida real que el gènere ha produït mai. La Neue Zürcher Zeitung també la va elogiar com a una «minisèrie excepcional» que captura el «silenci mentider a l'Alemanya de la postguerra». Segons el periòdic Frankfurter Allgemeine Zeitung, els punts forts de la minisèrie resideixen sobretot en la dramatúrgia, «que intenta fer justícia a la temàtica amb el màxim de vessants possibles, sense ser massa didàctica». El programa de televisió BR24 la va valorar com «la millor sèrie alemanya de l'any».